# Yūichi Suzumoto
Yūichi Suzumoto (涼元 悠一, Suzumoto Yūichi), né le 13 janvier 1969, est un romancier japonais originaire de l'arrondissement Shimizu-ku de la ville de Shizuoka, résidant à présent à Osaka. En 2006, il travaille pour Aquaplus, connue pour être la maison d'édition de la société Leaf. Avant de rejoindre Leaf, Suzumoto travaille auprès de la maison d'édition VisualArt's comme scénariste pour les marques de la société. Il participe à la production de trois visual novels de la société Key : Air, Clannad, et Planetarian: Chiisana Hoshi no Yume.

## Biographie
Après obtention de son diplôme du lycée de la préfecture de Shizuoka de l'école Shitsu Shimizu East High, Suzumoto présente un roman appelé Waga Seishun no Hokusei Kabe (我が青春の北西壁) au seizième prix Cobalt du roman de l'éditeur Shūeisha en 1991 et remporte le premier prix. L'année suivante, en mars 1992, Shūeisha publie un roman de Suzumoto intitulé Aitsu wa Dandelion (あいつはダンディー・ライオン) dans leur collection Cobalt Bunko. En 1998, son roman Aoneko no Machi (青猫の街) prend la deuxième place dans le dixième concours prix japonais du roman fantasy (en),. En 1999, la société Key sort son premier visual novel Kanon ; le jeu a eu un tel impact sur Suzumoto qu'il intègre VisualArt's, la maison d'édition à laquelle appartient la société Key, en février 2000 pour travailler pour VisualArt's comme écrivain de scénario pour les marques de l'entreprise.

## Créations

### Romans
- Aitsu wa Dandelion (あいつはダンディー・ライオン, 1992,  (ISBN 4-08-611621-9))
- Aoneko no Machi (青猫の街, 1998,  (ISBN 4-10-427101-2))
- Die Nachtjäger: Bodaijusō no Yami Kari Hime (ナハトイェーガー　～菩提樹荘の闇狩姫～, 2006,  (ISBN 4-7973-3781-8))

### Jeux
- Air (2000)
- Mamahaha Chōkyō (2000)
- Shoyakenjō (2001)
- Sakura no Ki Shita de (2002)
- Snow (2003)
- Oshikake Princess (2004)
- Clannad (2004)
- Planetarian: Chiisana Hoshi no Yume (2004)

## Source de la traduction
- (en) Cet article est partiellement ou en totalité issu de l’article de Wikipédia en anglais intitulé « Yūichi Suzumoto » (voir la liste des auteurs).
- Notices d'autorité :   - VIAF
  - ISNI
  - Japon
  - CiNii
  - Corée du Sud